# Corsano (Montecalvo Irpino)
Corsano era un borgo fortificato medievale situato circa 5 km a sud-ovest di Montecalvo Irpino, in provincia di Avellino.

## Toponimo
Il toponimo "Corsano", alquanto diffuso nell'Italia centro-meridionale, deriva dal personale latino Curtius con l'aggiunta del suffisso prediale -anus che indica possesso.

## Territorio
Il sito dell'antico borgo è localizzato sull'Appennino campano a 450 m s.l.m., lungo una dorsale collinare a cavallo tra l'ampia valle del Miscano e il modesto torrente Miscanello, affluente dell'Ufita.

## Storia
L'esistenza di Corsano è attestata fin dall'epoca della dominazione normanna, poiché il borgo è già citato nel Catalogus baronum del secolo XII. Corsano era infatti soggetta a un barone dipendente dalla grancontea di Ariano, mentre gli uffici religiosi erano affidati a un abate-curato dipendente dalla diocesi di Ariano. Il borgo disponeva di un palazzo baronale fortificato (il "castello") ubicato sul colle più alto, descritto come assai sfarzoso e dotato di ampi granai, e di due chiese: quella abbaziale di San Nicola di Mira (poi rovinata dal terremoto del 1962, ma ricostruita nel 2000) e quella di Santa Maria degli Angeli (citata solo in antichi documenti); nel XV secolo vi si aggiunse il convento dei Padri Eremitani di Sant'Agostino fondato dal beato Felice da Corsano, nativo del posto. Dal 1445 Corsano fu possesso di Luigi di Capua, poi passò a Caterina Pignatelli, quindi ai Carafa e infine ai Riccardi. Il borgo, che con i suoi 498 abitanti era nel 1593 l'undicesimo comune per popolazione fra i 14 che componevano la diocesi, rimase però totalmente deserto dopo la devastante epidemia di peste del 1656; a seguito di tale evento la baronia fu soppressa e le sue terre, frequentate ormai solo stagionalmente da braccianti agricoli avventizi, vennero assoggettate al barone di Montecalvo che provvedeva a nominare un governatore. Viceversa la diocesi di Ariano non soppresse ufficialmente l'abbazia, ma la carica di abate divenne solo nominale data l'assenza di popolazione residente.

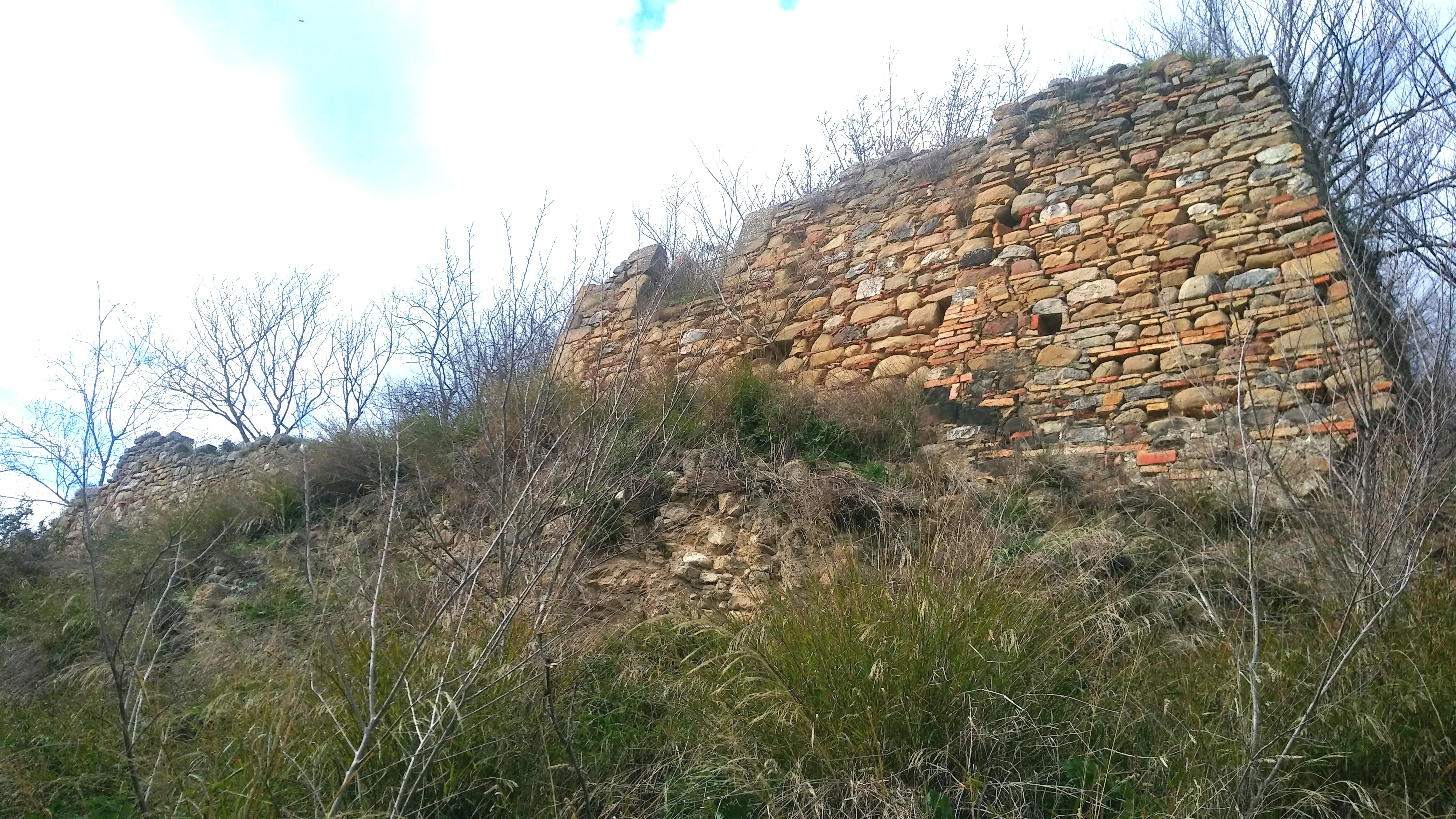
Vestigia del castello baronale, devastato dal terremoto del 1930

A partire dal Novecento la località è stata resa accessibile mediante la strada provinciale 148 che collega l'ex strada statale 414 di Montecalvo Irpino alla valle dell'Ufita. Viceversa la stazione di Corsano, ubicata presso Tignano (Apice) sull'opposta sponda del fiume Miscano e in disuso dal giugno 2008, non consentiva di raggiungere l'antico borgo di Corsano a causa della totale mancanza di ponti lungo quel tratto di fiume.